# St. Jakobus (Rüdesheim)

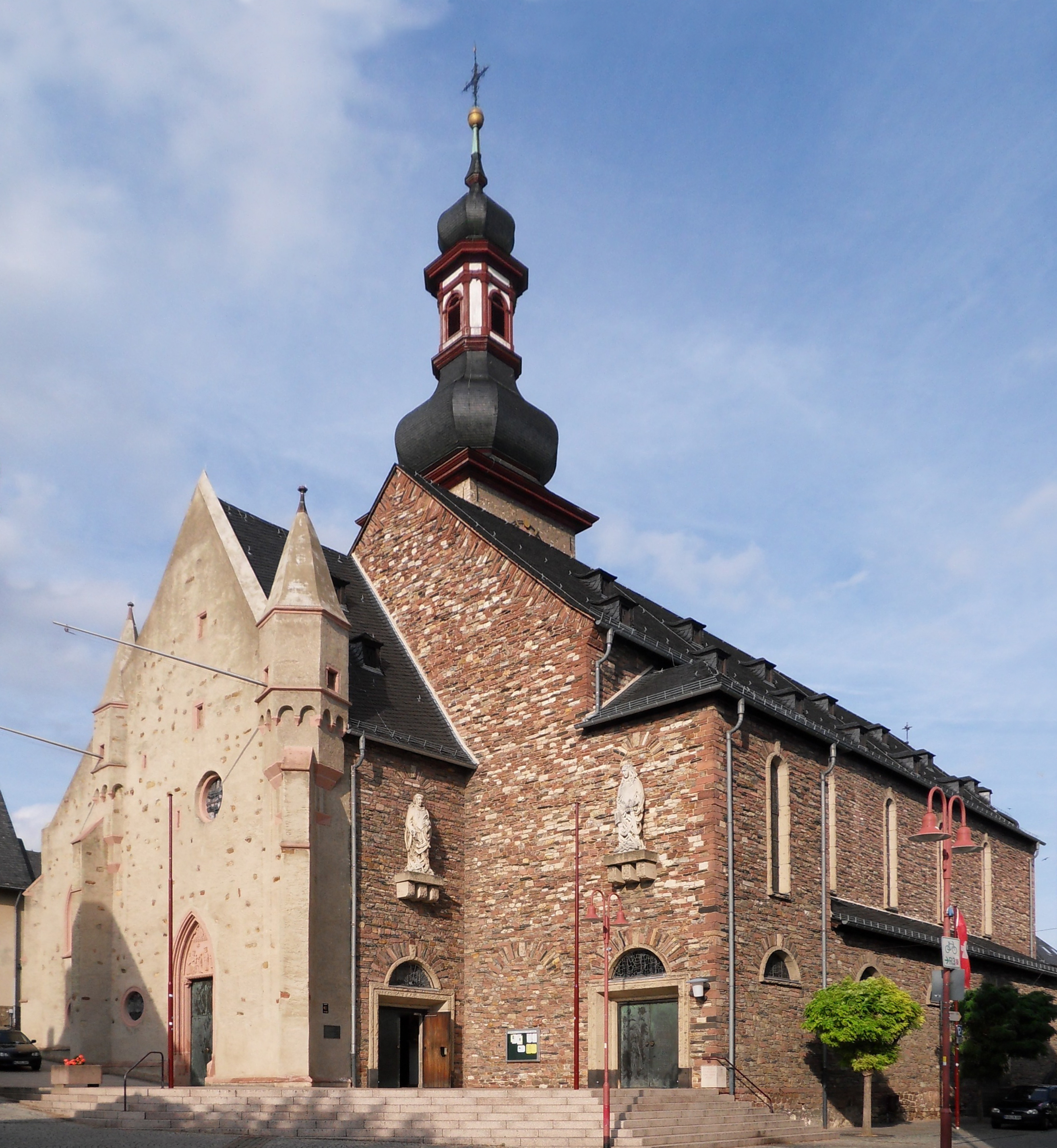
St. Jakobus vom Marktplatz aus gesehen

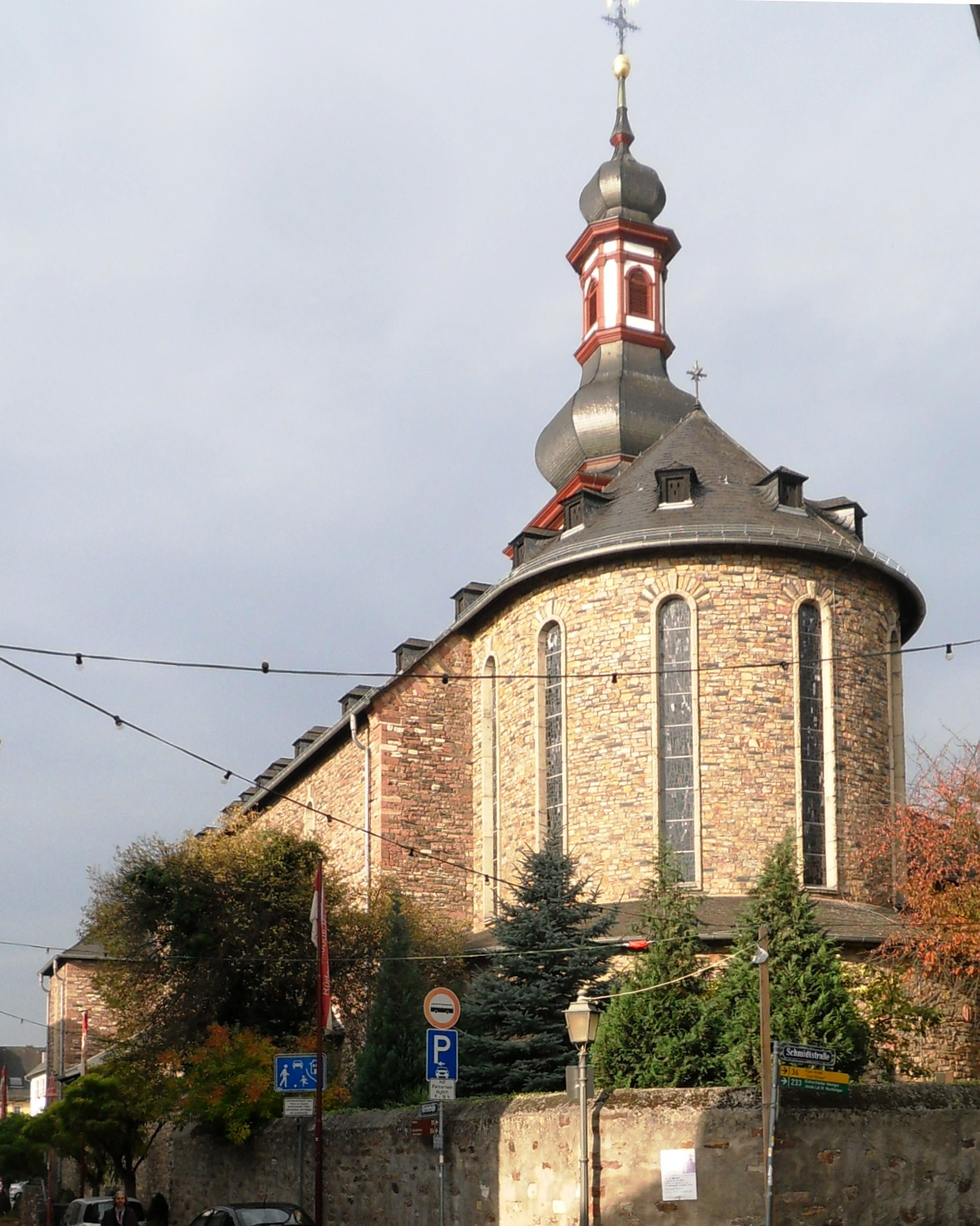
St. Jakobus, Ostansicht

Die ehemalige, katholische Pfarrkirche St. Jakobus ist ein denkmalgeschütztes Kirchengebäude in Rüdesheim am Rhein. St. Jakobus ist heute eine Filialkirche der Pfarrei Heilig Kreuz Rheingau, einer Pfarrei neuen Typs. Seit 2015 ist der sogenannte Rheingauer Dom in Geisenheim auch Pfarrkirche von Rüdesheim.

## Geschichte
Die ältesten Gebäudeteile befinden sich im Untergeschoss des Nordturmes. Die frühromanische Kapelle stammt aus dem 11. Jahrhundert.
Die Kirche wurde um 1400 von Johann Brömser gestiftet und als langgestreckter Saalbau errichtet. Eingewölbt wurde sie 1489, gleichzeitig wurde das nördliche Seitenschiff angebaut. Im Jahr 1912 wurde sie nach Osten und Süden erweitert. Bei einem schweren Luftangriff während des Zweiten Weltkriegs auf Rüdesheim brannte die Kirche am 25. November 1944 aus. Ein großer Teil des Inventars fiel dem Feuer zum Opfer. Die Westfassade mit ihren achteckigen Ecktürmchen sowie das nördliche Seitenschiff mit dem Turm aus dem 12. Jahrhundert und seiner barocken Haube sind erhalten geblieben.
Von 1946 bis 1956 wurde die Kirche in veränderter Form wieder aufgebaut und 1959 der Turmhelm aufgesetzt.

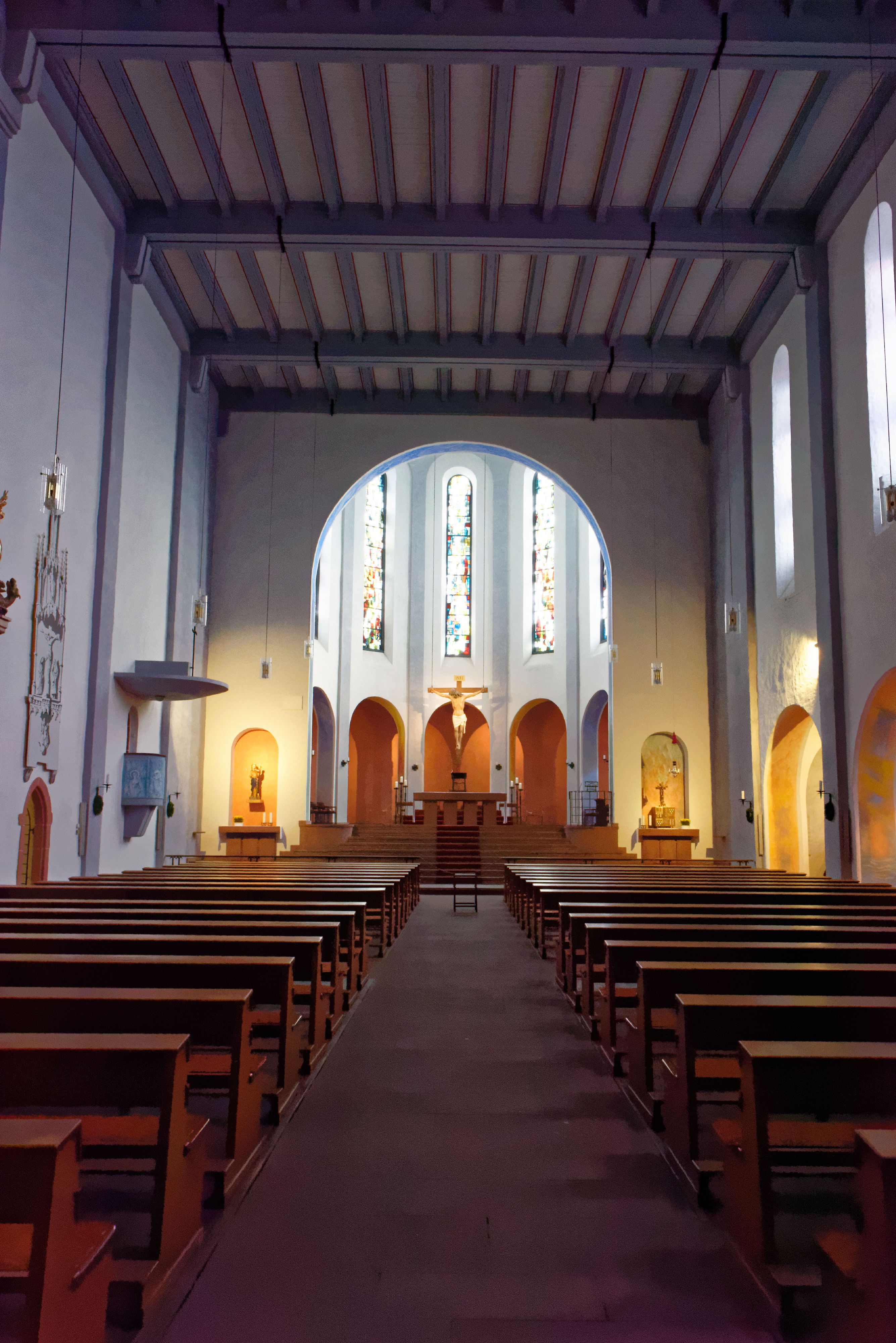
Saalkirche – Blick zum Altar
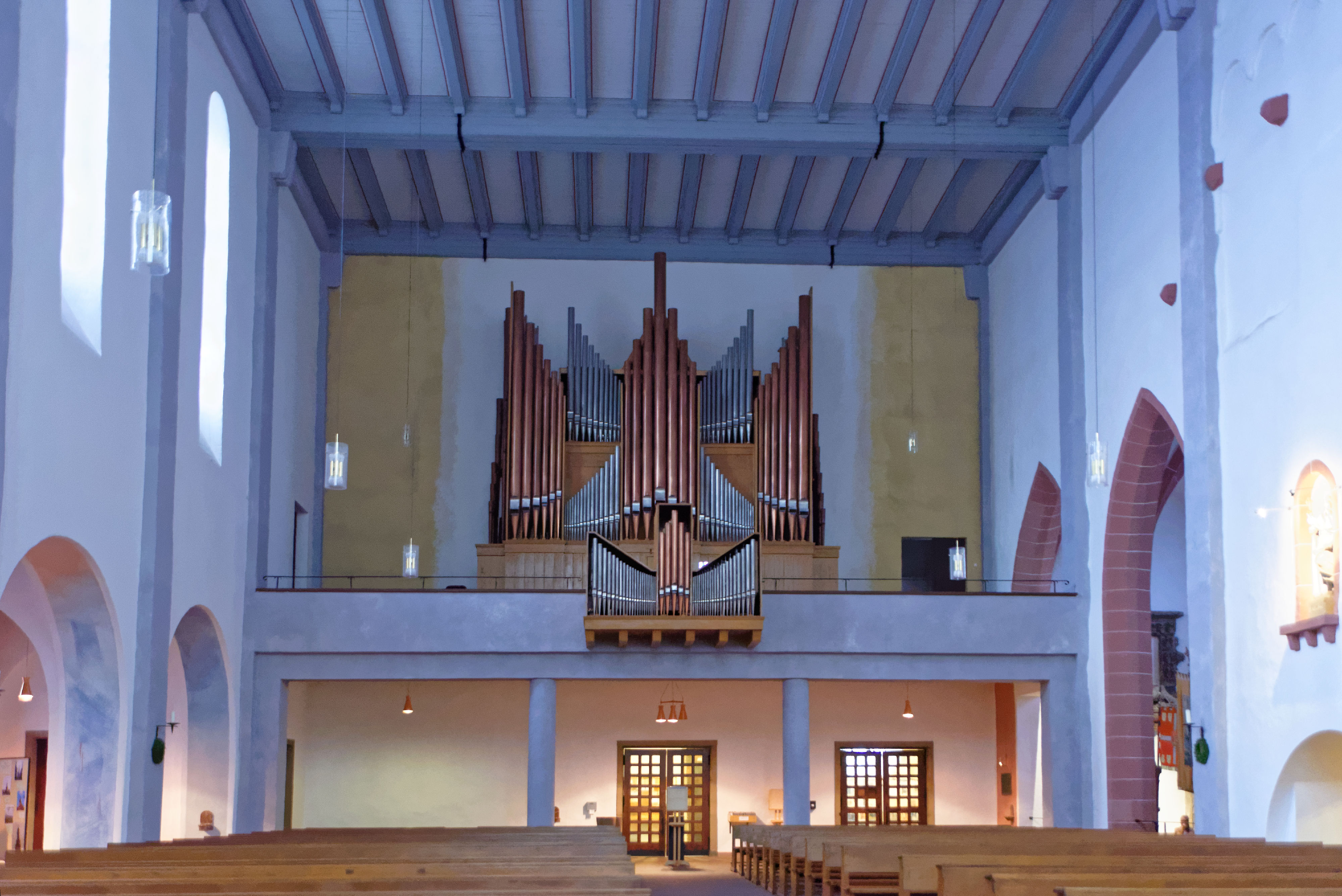
Saalkirche – Blick zur Orgel

## Ausstattung
- Der Marienaltar von 1600 aus Sandstein mit gemäldeartig behandeltem Relief zeigt die Rückkehr der heiligen Familie von Jerusalem. Er wurde gestiftet von Hans Richard Brömser und seiner Frau Anna Margareta von Kronberg zur Erinnerung an ihre Hochzeit im Jahre 1587.
- Spätrenaissance-Grabmal von 1597 für Heinrich Engelhard Brömser. Brömser wird liegend dargestellt.
- Epitaph aus dem 16. Jahrhundert aus der Nachfolge des Hans Backoffen.[2]

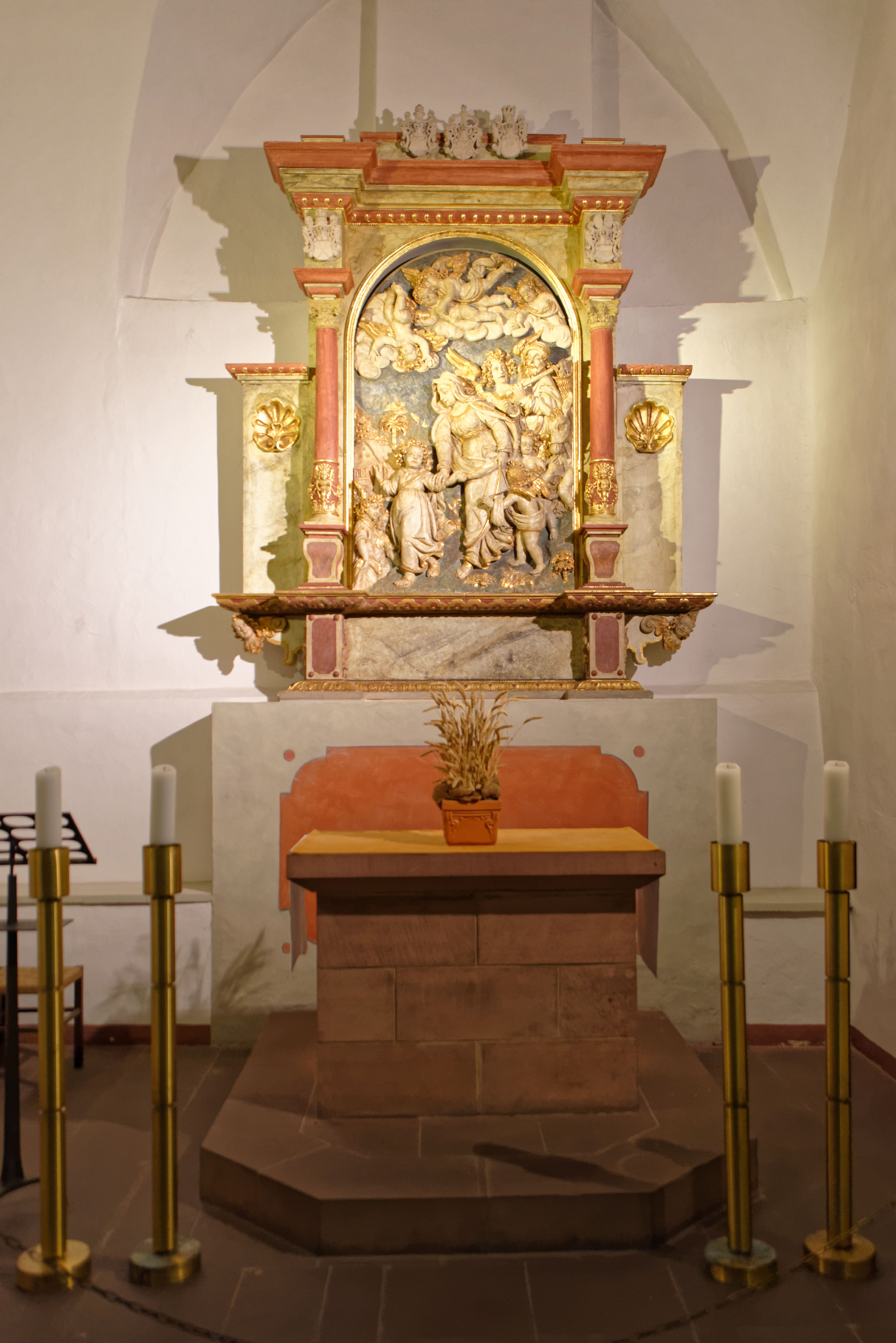
Marienaltar
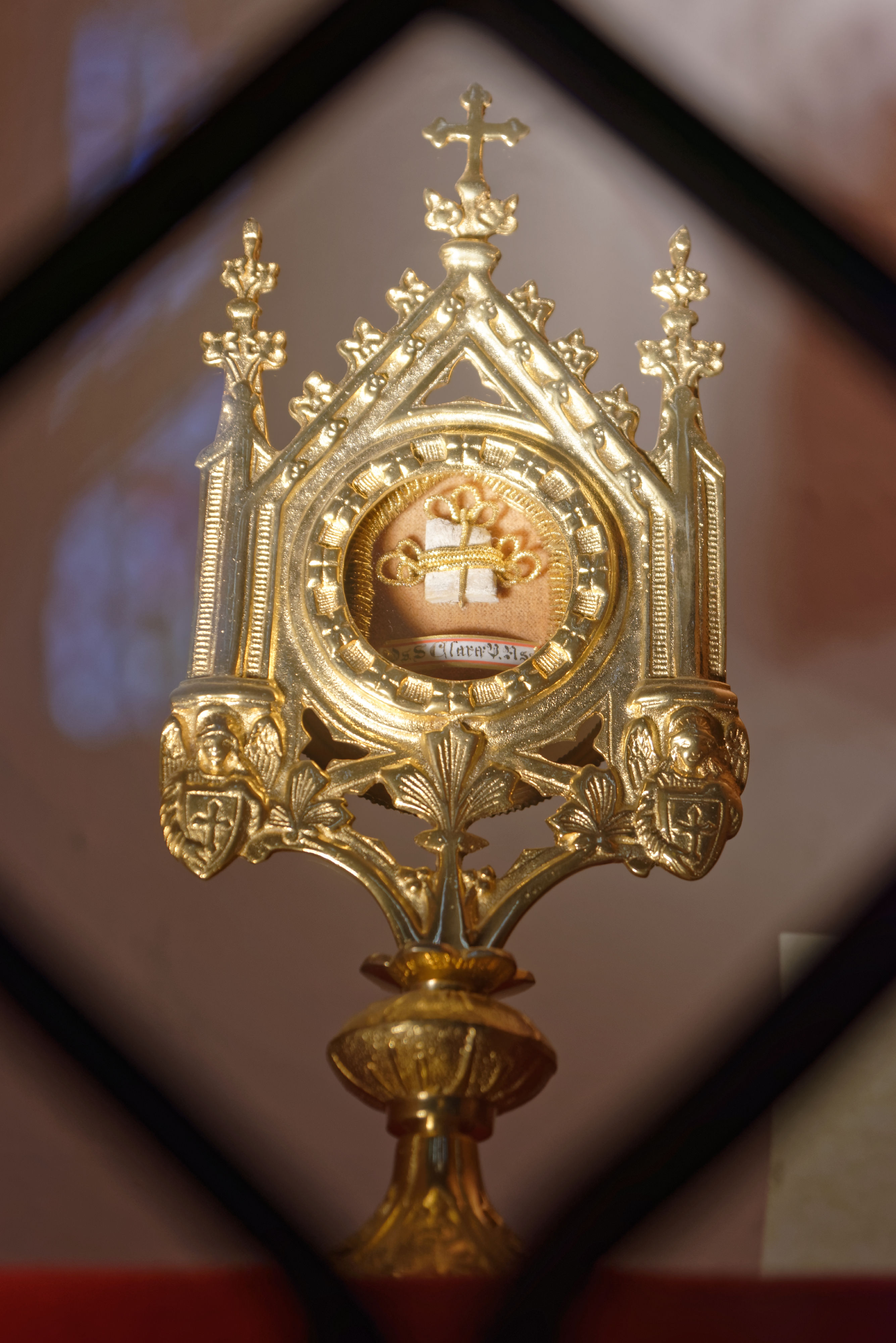
Reliquiar der Heiligen Klara von Assisi
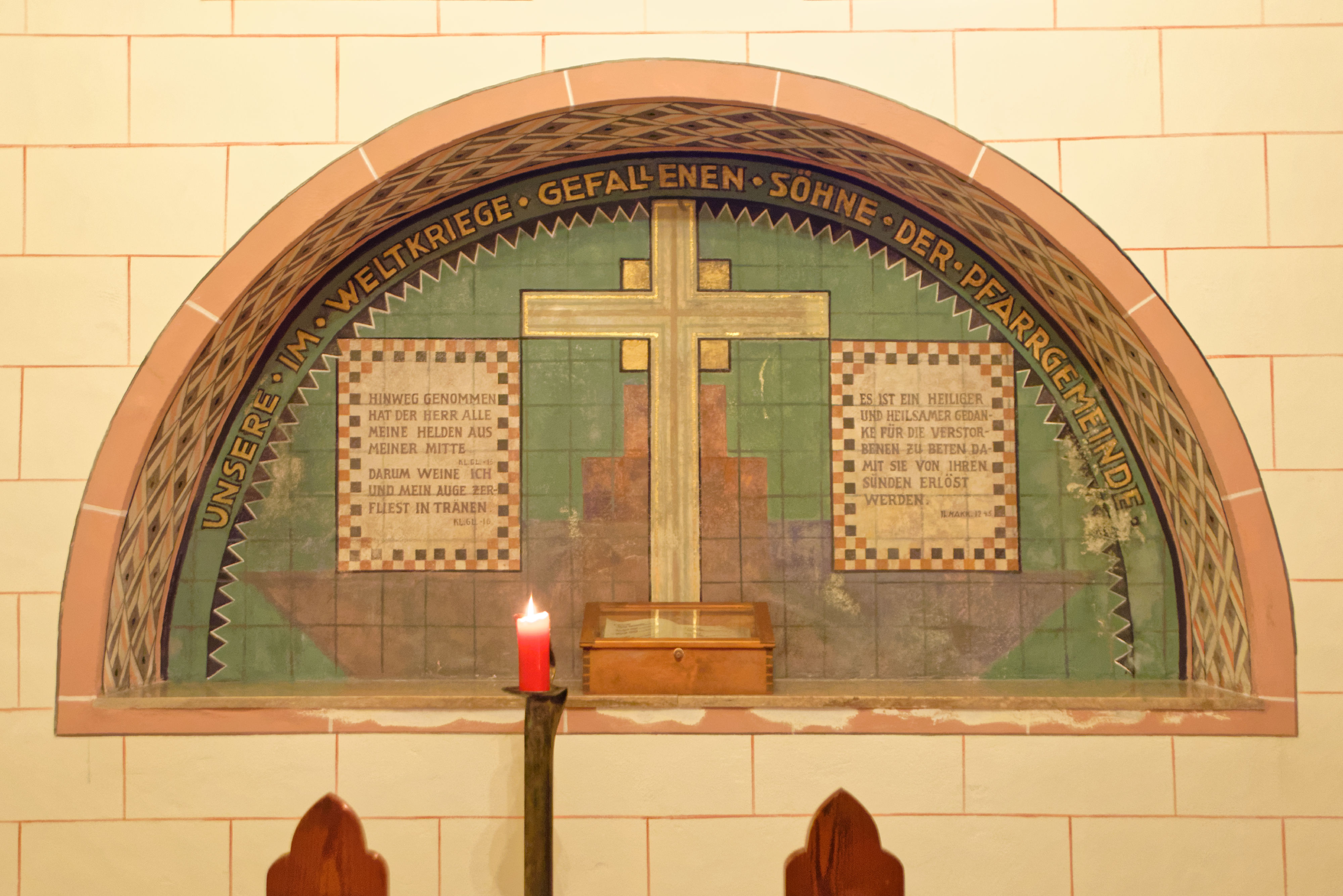
Ehrenmal für die Opfer der Weltkriege
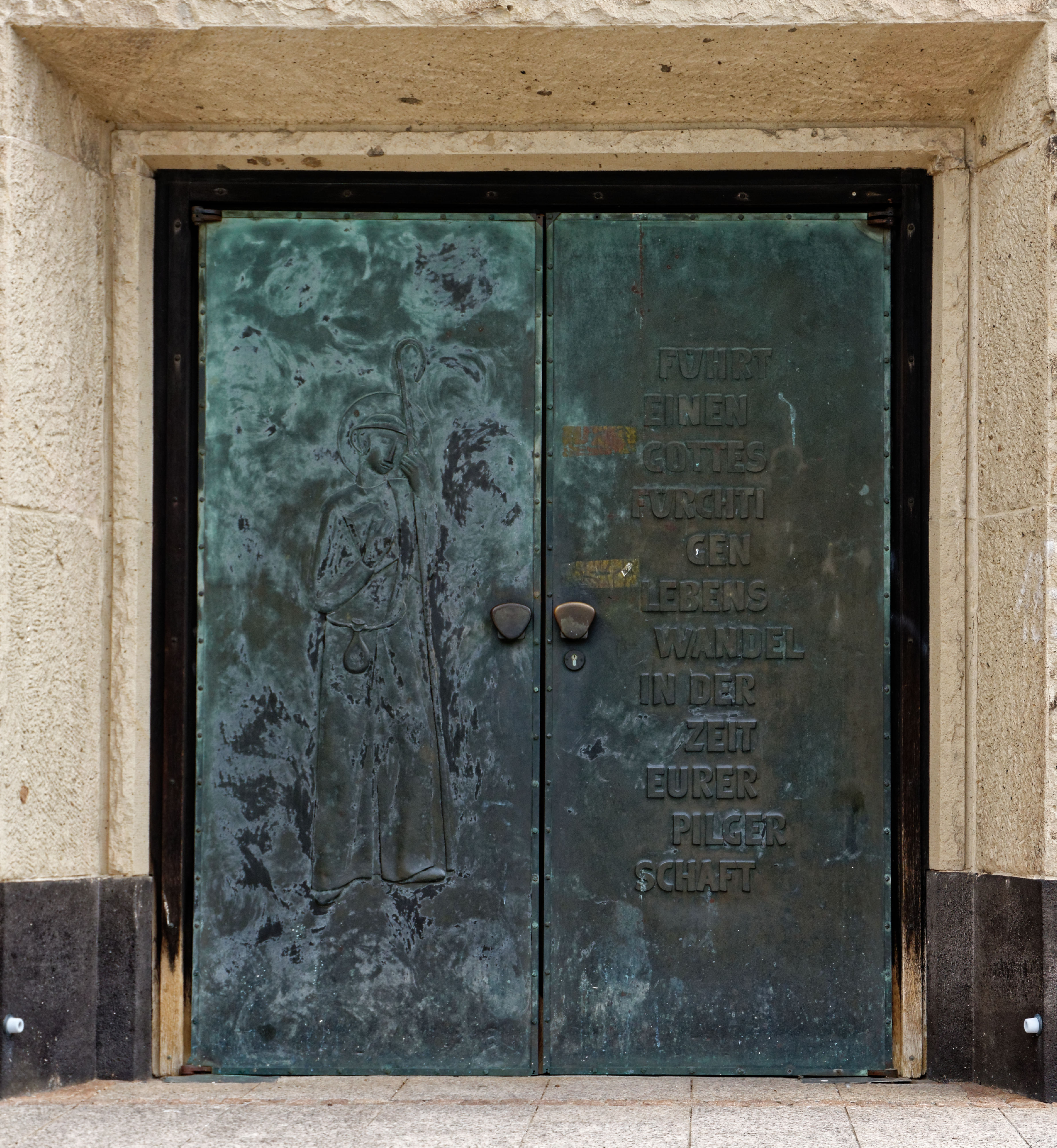
Eingangsportal
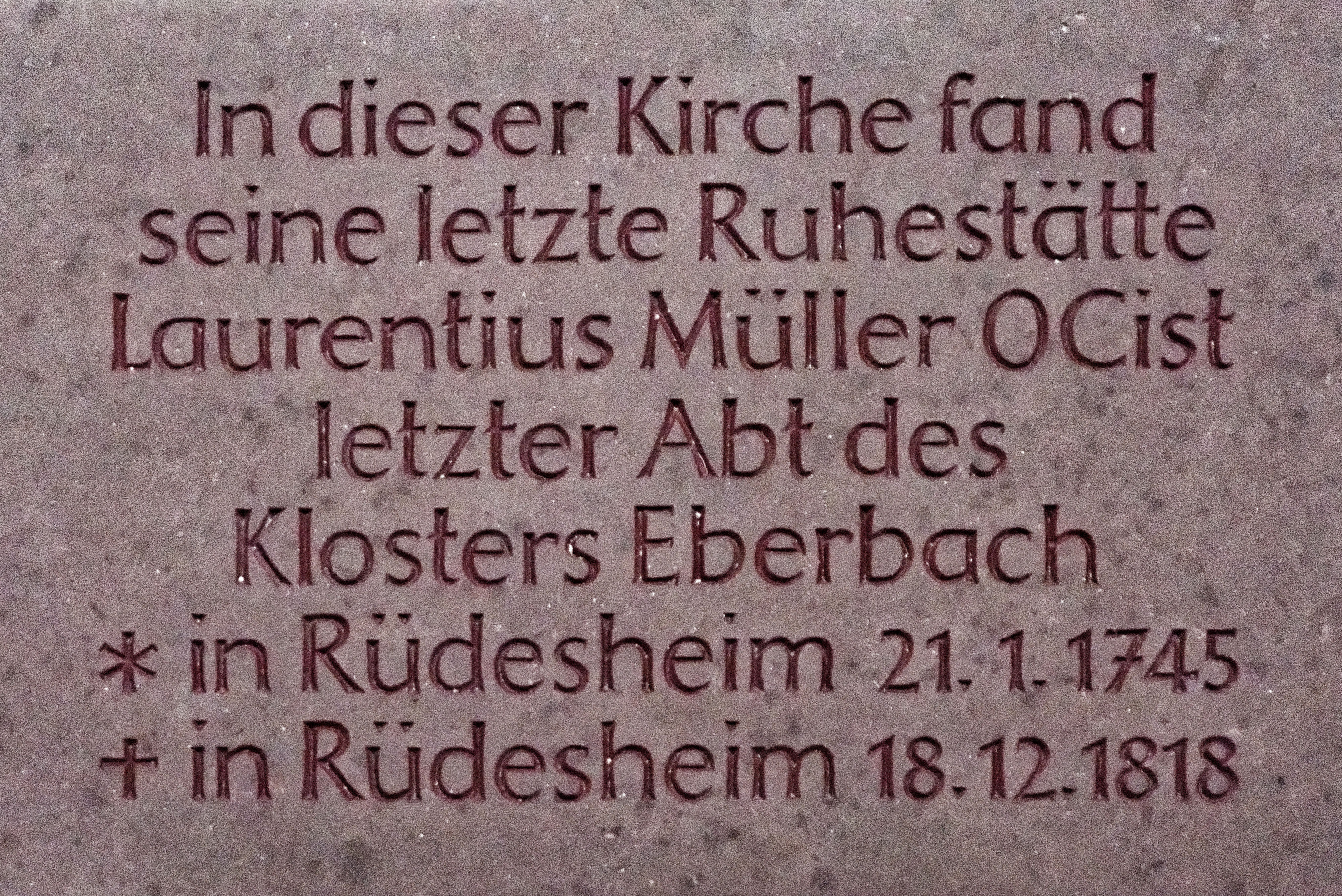
Gedenktafel für Abt Leonhard, Kloster Eberbach

### Orgel

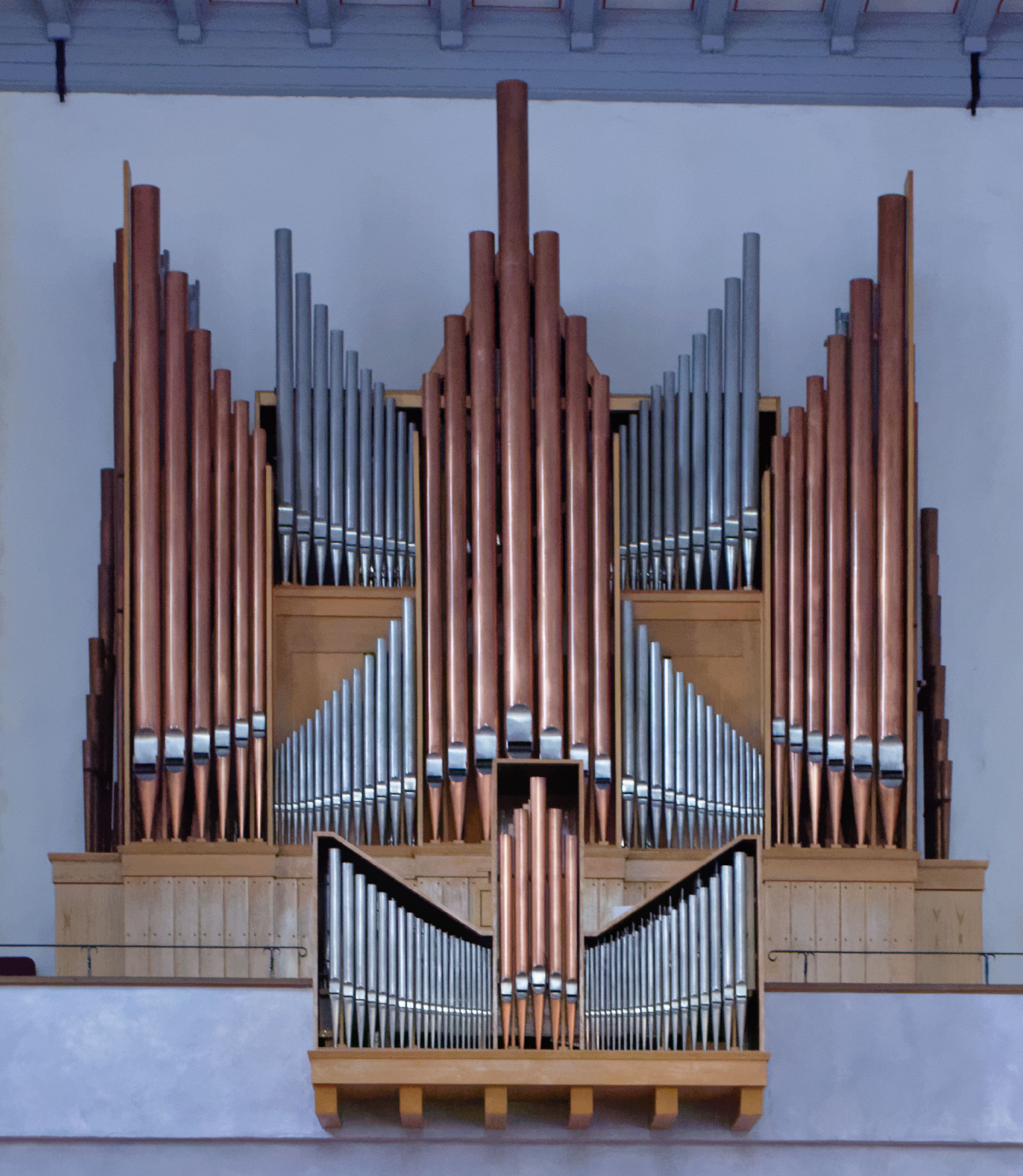
Orgel

Die Orgel wurde 1964 von der Orgelbaufirma Wagenbach (Limburg) erbaut. Das Instrument hatte zunächst 40 Register auf drei Manualen und Pedal. Nach einer Veränderung der Disposition im Jahre 1975 wurde die Orgel 1996 durch die Werkstatt Oberlinger renoviert, umfassend umgestaltet und erweitert. Mehrere Erweiterungen und klangliche Überarbeitungen erfuhr das Instrument ab 2012 durch die Werkstatt Karl Göckel, 2014 wurde eine Contraposaune 32´ hinzugefügt, 2019 wurde eine originale spanische Trompeteria eingebaut, deren Register aus der Vorgängerorgel der Basílica del Pilar stammen. Damit sind die Orgel der Abtei Marienstatt (Westerwald) und die Orgel in St. Jakobus Rüdesheim die beiden einzigen Orgeln außerhalb der Iberischen Halbinsel, die über originale (d. h. in Spanien gefertigte) Spanische Trompeten verfügen. Das Schleifladen-Instrument hat seitdem 61 Register auf drei Manualwerken und Pedal. Die Spiel- und Registertrakturen sind elektrisch.
| I Rückpositiv C–g3 |       |
| Gedackt            | 8′    |
| Pommer             | 8′    |
| Salicional         | 8′    |
| Flötenprincipal    | 4′    |
| Rohrflöte          | 4′    |
| Prinzipal          | 2′    |
| Quinte             | 1 ⁄3′ |
| Sesquialtera II 0  |       |
| Scharf IV          | 1′    |
| Cormorne           | 8′    |
| Tremulant          |       |
|                    |       |
| Chamade            | 8′    |

| II Hauptwerk C–g3  |        |
| Rohrpommer         | 16′    |
| Principal          | 08′    |
| Spitzgamba         | 08′    |
| Holzflöte          | 08′    |
| Quintadena         | 08′    |
| Flute harmonique 0 | 08′    |
| Octave             | 04′    |
| Gemshorn           | 04′    |
| Quinte             | 02 ⁄3′ |
| Superoctave        | 02′    |
| Nachthorn          | 02′    |
| Cornett V          | 08′    |
| Mixtur V           | 02′    |
| Trompete           | 16′    |
| Trompete           | 08′    |
| Clairon            | 04′    |

| III Schwellwerk C–g3    |         |
| Bourdon                 | 08′     |
| Weidenpfeife            | 08′     |
| Vox coelestis           | 08′     |
| Italienisch Principal 0 | 04′     |
| Blockflöte              | 04′     |
| Nasard                  | 02 ⁄3′  |
| Schwiegel               | 02′     |
| Terz                    | 01 3⁄5′ |
| Octävlein               | 01′     |
| Mixtur IV               | 01 ⁄3′  |
| Basson                  | 16′     |
| Trompete                | 08′     |
| Solotrompete            | 08′     |
| Oboe                    | 08′     |
| Vox humana              | 08′     |
| Schalmey                | 04′     |
| Tremulant               |         |

| Trompeteria         |     |
| Trombona            | 16′ |
| Trompeta            | 08′ |
| Trompeta de batalla | 08′ |
| Clarin              | 04′ |

| Pedalwerk C–f1   |         |
| Basse acoustique | 32′     |
| Principal        | 16′     |
| Untersatz        | 16′     |
| Flötenbaß        | 16′     |
| Quintbaß         | 10 2⁄3′ |
| Octave           | 08′     |
| Gedecktbaß       | 08′     |
| Choralbaß        | 04′     |
| Rohrflöte        | 04′     |
| Mixtur III       | 02 ⁄3′  |
| Contraposaune    | 32′     |
| Posaune          | 16′     |
| Pedaltrompete    | 08′     |
| Kopftrompete     | 04′     |

- Koppeln I/II, III/I, III/II, I/P, II/P, III/P

### Glocken
Die älteste Glocke ist die kleinste aus dem 13. Jahrhundert, die als einzige beide Weltkriege überstand. Sie besitzt als schwerrippige Glocke weder Verzierungen noch Inschriften. Die ursprünglich vier Hauptglocken des Geläutes wurden 1960 in Heidelberg vom Meister Friedrich Wilhelm Schilling gegossen. Bis zum Spätherbst 2018 bildeten sie das bisher fünfstimmige Ensemble der St. Jakobuskirche. Bereits im Jahr 2017 wurden Planungen über eine Erweiterung des bisherigen Glockenbestandes auf insgesamt neun Glocken nachgedacht. So sollten die zwei Nachkriegsglocken von 1956 aus der Gießerei Feldmann & Marschel in Münster, welche zuvor in der profanierten katholischen St. Marienkirche im benachbarten Geisenheim hingen, mit in das Geläut integriert werden. Dazu plante man einen Neuguss von zwei weiteren Glocken, die in der Glocken- und Kunstgießerei Rincker in Sinn durchgeführt werden sollte. Nach zahlreichen Spenden wurde das Projekt der Gemeinde im Jahr 2018 verwirklicht. Die zwei neuen Glocken konnten bei Rincker, unter der Leitung des ansässigen Glockengießers Hanns Martin Rincker, am 14. September 2018 erfolgreich gegossen werden. Um die insgesamt vier zusätzlichen Glocken in den bisherigen Glockenbestand integrieren zu können, mussten vier der fünf Glocken im Turm etwas verschoben werden. Nach mehrtägigen Arbeiten in der Glockenstube konnten alle neun Glocken pünktlich zum 1. Dezember 2018 erstmals gemeinsam geläutet werden.
| Nr. | Name             | Nominal (16tel) | Gussjahr        | Gießer & Gussort                         | Gewicht (kg) | Durchmesser (cm) |
| --- | ---------------- | --------------- | --------------- | ---------------------------------------- | ------------ | ---------------- |
| 1   | Jakobus          | c1 +2           | 1960            | Friedrich Wilhelm Schilling (Heidelberg) | 2720         | 150,3            |
| 2   | Martin           | d1 +3           | 1960            | Friedrich Wilhelm Schilling (Heidelberg) | 1700         | 133,2            |
| 3   | Maria            | f1 +3           | 1960            | Friedrich Wilhelm Schilling (Heidelberg) | 1100         | 116              |
| 4   | Katharina        | g1 +3           | 1960            | Friedrich Wilhelm Schilling (Heidelberg) | 780          | 102              |
| 5   | Josef            | b1 +8           | 1956            | Feldmann & Marschel (Münster)            | 380          | 81               |
| 6   | Maria & Johannes | c2 +8           | 1956            | Feldmann & Marschel (Münster)            | 280          | 73               |
| 7   | Urban            | es2 +8          | 2018            | Rincker (Sinn)                           | 272          | 60               |
| 8   | Christophorus    | f2 +7           | 2018            | Rincker (Sinn)                           | 209          | 55               |
| 9   |                  | as2 +8          | 13. Jahrhundert | unbekannt                                | ca. 250      | 57,7             |